# 新見氏 (蔵人所御蔵)
新見氏（にいみし）は、備中国新見荘を本拠地とした武家。

## 出自
新見氏は自身を紀氏出身であるとしたが、実際は備中国新見荘の国人領主である新見氏の一族である。室町時代には細川氏の被官として、戦国時代には東寺の代官として活動している。

## 概要

### 備中国の新見氏
新見氏は在京活動を通して蔵人所に入り込み御蔵職を獲得した。また、東寺から新見荘領家方の代官職に補任されている。文正元年（1466年）には、新見賢直が幕府へ提出されている。それによると、新見氏は承久の乱（1221年）の勲功の賞として、翌年の貞応元年（1222年）に新見資満が地頭職に任じられたのを始まりとして、代を重ねることに在地社会に対する領主的性格を強めていった。南北朝時代に入ると一貫して北朝方に属し、建武3年（1336年）には新見貞直が地頭職を安堵されている。応永2年（1395年）には、その数年前に新見荘の代官となっていた新見清直によって在地から年貢の京進が行われている。しかし年貢が納入されなくなったために同7年（1400年）に代官職を罷免されている。室町時代には細川備中守護家の被官となり在京するようになった。
明応10年（1501年）には細川政賢の口入によって新見国経が新見荘の西方・領家方の代官職を請け負うようになり、京都での所務は叔父の新見政直が取り仕切った。ただし、京都にいた新見富弘と東寺を仲介するなど京都での活動も確認できる。国経は「蔵人」という官途名を名乗っており、それは在京していた一族が御蔵職に補任されて蔵人所小舎人の地位を得たことと関連していると考えられる。
国経の子・兵庫助貞経は、新見有弘の子・孫三郎と共に京都で活動しており、永禄元年（1558年）に新見荘地頭職・領家職、万寿荘下司・権田所職、小坂部郷、石蟹郷、神代郷の地頭職を有していた。

### 京都の新見氏
御蔵職を獲得した新見氏は分家であり、本家である備中国の一族の出先機関としての役割も持っていた。明応10年（1501年）以降に活動が確認できる新見国経は官途名として蔵人を名乗っているが、これは在京していた一族が御蔵職に補任されて蔵人所小舎人の地位を得たことと関連していると推察できる。そして、大永7年（1527年）以降は備中守を名乗り在地領主として尼子氏に帰順していることから、備中国の新見氏と在京の新見氏の関係が途切れ、そのことが後述する新見有弘・孫三郎・忠弘の困窮に繋がった。
新見有弘は、天文8年（1539年）に「六条金仏」の同朋である真継新九郎・真継久直親子に借銭を肩替わりしてもらっていた。当時の新見氏は京中に複数の邸宅と多数の人員を有していたものの、有弘の子の孫三郎が大永7年（1527年）に盗人と与したとして斬首されているなど金銭的・社会的に困窮していた。そのため、天文5年（1536年）に一度実子の新見忠弘に家督を継承させたものの、同8年（1539年）には借銭の代償としてから蔵人所御蔵と鉄公役諸国金屋職の役職を久直に継承させ（と久直は主張しているが実際は久直による譲状捏造の可能性が高い）、同12年（1542年）に後奈良天皇から正式に認められている。
久直が家督を継承した後、本来の当主（総在庁）である忠弘は下京の無縁所に捨てられ歩けなくなり餓死したという。孫三郎の子・富弘は久直が新見氏を乗っ取ったとして訴訟を起こしているが敗訴している。
真継久直が新見氏を乗っ取った理由に新見氏による鋳物師の支配権があったとされるが、新見氏が鋳物師を支配していたのは新見荘から鉄が発掘されていたからであると考えられる。